# Carea heidwigae
Carea heidwigae är en fjärilsart som beskrevs av Kobes 1988. Carea heidwigae ingår i släktet Carea och familjen trågspinnare. Inga underarter finns listade i Catalogue of Life.